# 張元樞
張元樞（？—？），直隸顺天府良鄉人，清朝初年政治人物。

## 生平
順治二年（1645年）舉乙酉科順天鄉試舉人，顺治四年（1647年），登进士，官至河南怀庆府推官，浙江处州府推官。